# Paratachys rhodeanus
Paratachys rhodeanus är en skalbaggsart som beskrevs av Thomas Casey. Paratachys rhodeanus ingår i släktet Paratachys och familjen jordlöpare. Inga underarter finns listade i Catalogue of Life.